# Archisotoma pulchella
Archisotoma pulchella is een springstaartensoort uit de familie van de Isotomidae. De wetenschappelijke naam van de soort is voor het eerst geldig gepubliceerd in 1890 door Moniez.